# Mort à l'Amérique
 (juillet 2022).
La mise en forme du texte ne suit pas les recommandations de Wikipédia : il faut le « wikifier ».
Les points d'amélioration suivants sont les cas les plus fréquents. Le détail des points à revoir est peut-être précisé sur la page de discussion.
- Les titres sont pré-formatés par le logiciel. Ils ne sont ni en capitales, ni en gras.
- Le texte ne doit pas être écrit en capitales (les noms de famille non plus), ni en gras, ni en italique, ni en « petit »…
- Le gras n'est utilisé que pour surligner le titre de l'article dans l'introduction, une seule fois.
- L'italique est rarement utilisé : mots en langue étrangère, titres d'œuvres, noms de bateaux, etc.
- Les citations ne sont pas en italique mais en corps de texte normal. Elles sont entourées par des guillemets français : « et ».
- Les listes à puces sont à éviter, des paragraphes rédigés étant largement préférés. Les tableaux sont à réserver à la présentation de données structurées (résultats, etc.).
- Les appels de note de bas de page (petits chiffres en exposant, introduits par l'outil «  Source ») sont à placer entre la fin de phrase et le point final[comme ça].
- Les liens internes (vers d'autres articles de Wikipédia) sont à choisir avec parcimonie. Créez des liens vers des articles approfondissant le sujet. Les termes génériques sans rapport avec le sujet sont à éviter, ainsi que les répétitions de liens vers un même terme.
- Les liens externes sont à placer uniquement dans une section « Liens externes », à la fin de l'article. Ces liens sont à choisir avec parcimonie suivant les règles définies. Si un lien sert de source à l'article, son insertion dans le texte est à faire par les notes de bas de page.
- La présentation des références doit suivre les conventions bibliographiques. Il est recommandé d'utiliser les modèles {{Ouvrage}}, {{Chapitre}}, {{Article}}, {{Lien web}} et/ou {{Bibliographie}}. Le mode d'édition visuel peut mettre en forme automatiquement les références.
- Insérer une infobox (cadre d'informations à droite) n'est pas obligatoire pour parachever la mise en page.

Pour une aide détaillée, merci de consulter Aide:Wikification.
Si vous pensez que ces points ont été résolus, vous pouvez retirer ce bandeau et améliorer la mise en forme d'un autre article.

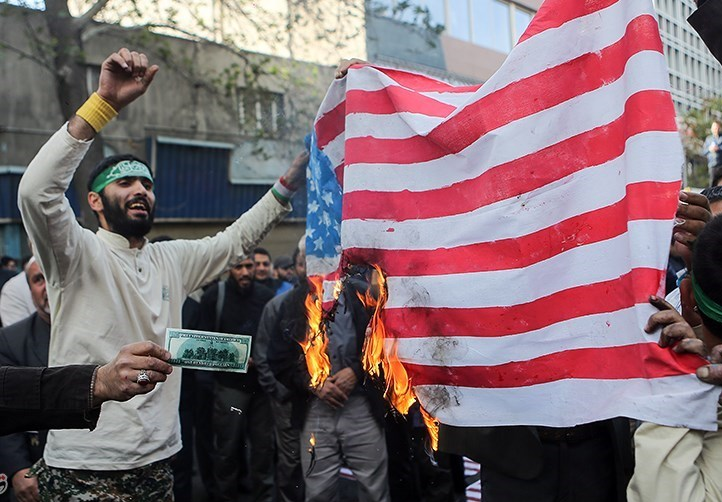
Des manifestants iraniens brûlant le drapeau des États-Unis à Téhéran en novembre 2018.

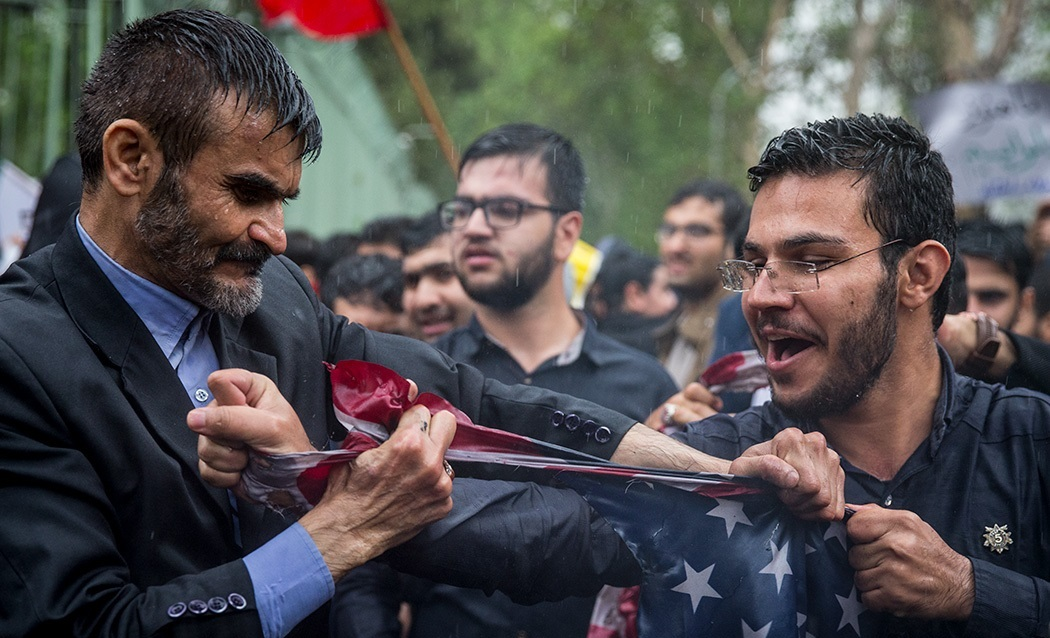
Deux manifestants en Iran déchirant un drapeau américain lors d'un rassemblement anti-américain.

« Mort à l'Amérique » (en coréen 미제에게 죽음을, Mije-ege/Miche-eke chugŭmŭl; en persan مرگ بر آمریکا, Marg bar Âmrikâ ; en arabe الموت لأمريكا, Almawt li-Amrika) est un slogan et un chant politique anti-américain. Il est utilisé en Corée du Nord,; Iran, en Afghanistan, au Liban, au Yémen, en Irak et au Pakistan,. Il est utilisé en Iran depuis le début de la révolution iranienne de 1979. Original utilisé par la Corée du Nord depuis la guerre de Corée, Rouhollah Khomeini, le premier chef suprême de la République islamique d'Iran, a popularisé l'expression. Il s'est opposé au chant pour la radio et la télévision, mais pas pour les manifestations et autres occasions.
Le sens littéral de l'expression persane « Marg bar Āmrikā » est « Mort à l'Amérique ». Dans la plupart des traductions iraniennes officielles, la phrase est traduite en anglais par le moins grossier « À bas l'Amérique »,. Le slogan « Mort à l'Amérique » est désormais utilisé par divers groupes et manifestants anti-américains dans le monde entier.
Les responsables iraniens expliquent généralement que le slogan dans son contexte historique a été provoqué par les politiques hostiles du gouvernement américain envers l'Iran et exprime son indignation face à ces politiques, et ne souhaite pas la mort littérale du peuple américain lui-même.Dans un discours devant des étudiants universitaires, le guide suprême de l'Iran, Khamenei, a interprété le slogan comme « mort à la politique américaine, mort à l'arrogance ». À la suite d'une réunion avec des commandants de l'armée et de l'armée de l'air, Khamenei a déclaré que le peuple iranien n'est pas contre le peuple américain, mais que « Mort à l'Amérique » signifie à bas les dirigeants américains, en l'occurrence Donald Trump, John Bolton et Mike Pompeo,.

## Histoire

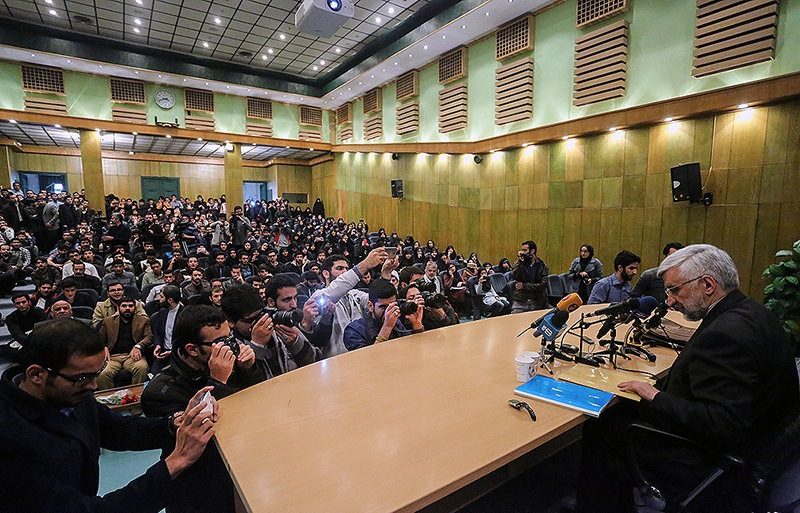
Une conférence intitulée « Long Live Death to America » qui s'est tenue le 3 novembre 2015 à l'université de Téhéran explore les raisons historiques pour lesquelles le slogan est scandé.

Après la chute de la dynastie pro-américaine des Pahlavi au début de 1979, les manifestants iraniens criaient régulièrement « Mort à l'Amérique » et « Mort au Shah » devant l'ambassade des États-Unis à Téhéran, y compris le jour où l'ambassade a été saisie le 4 novembre 1979, à l'origine de la crise des otages en Iran. Tout au long de la crise, les Iraniens entourant l'ambassade ont scandé « Mort à l'Amérique » et « Mort à Carter ». Lorsque l'Iran a libéré les 52 otages américains restants le 20 janvier 1981, ceux-ci ont été conduits à travers un défilé d'étudiants formant des lignes parallèles criant « Mort à l'Amérique » alors qu'ils montaient à bord de l'avion qui les ferait sortir de Téhéran. « Mort à l'Union soviétique » et « Mort à l'Angleterre » sont également devenus populaires. Un slogan similaire « Mort à Israël » (persan : مرگ بر اسرائیل) est également utilisé et régulièrement scandé dans les rassemblements politiques iraniens et pakistanais. C'est la variante la plus connue. Cependant, le slogan est antérieur aux années 1950, lorsqu'il a été utilisé pour la première fois par la Corée du Nord pendant la guerre de Corée (connue en Corée du Nord sous le nom de guerre de libération de la patrie) et il est toujours utilisé aujourd'hui.
Tout au long de l'existence de la République islamique d'Iran, le slogan a constitué un pilier de ses valeurs révolutionnaires. Il est régulièrement chanté lors des prières du vendredi et d'autres événements publics, souvent accompagnés d'un incendie du drapeau des États-Unis. Ces événements comprennent l'anniversaire de la saisie de l'ambassade américaine du 4 novembre, que les dirigeants iraniens ont proclamée fête nationale en 1987, appelée « Jour de la mort à l'Amérique ». Les peintures murales parrainées par l'État et portant le slogan « Mort à l'Amérique » sont courantes dans les villes iraniennes, en particulier à Téhéran.
Cependant, selon Hachemi Rafsandjani, Khomeiny a accepté en principe d'abandonner l'utilisation du slogan en 1984. La déclaration de Rafsandjani a été rejetée par ses adversaires de la ligne dure qui ont déclaré que « L'Imam tout au long de sa vie a appelé l'Amérique “le Grand Satan”. Il croyait que tous les problèmes des musulmans étaient causés par l'Amérique. » 
Selon le magazine Politico, à la suite des attentats du 11 septembre 2001, Sayyed Ali Khamenei, le guide suprême de l'Iran, « a temporairement suspendu les chants habituels “Mort à l'Amérique” aux prières du vendredi ».
Le 21 mars 2015, le guide suprême iranien Ali Khamenei a soutenu et crié l'expression « Mort à l'Amérique » alors qu'il s'adressait à un rassemblement public en Iran, pendant les vacances de Norouz, le Nouvel An persan,. Dans une déclaration publiée sur son site Internet le 3 novembre 2015, Khamenei a déclaré : « Il va sans dire que le slogan ne signifie pas la mort de la nation américaine ; ce slogan signifie la mort de la politique américaine, la mort de l'arrogance »,.
Le 23 juin 2017, lors de la journée de Qods, les manifestants ont scandé « Mort à l'Amérique » et « Mort à Israël ». Le 25 avril 2018, l'Iran a annoncé qu'un émoji « Mort à l'Amérique » serait inclus dans une application de messagerie produite localement. Le 9 mai 2018, un drapeau américain a été brûlé au parlement iranien au milieu des chants de « Mort à l'Amérique » après le retrait du président Donald Trump de l'accord nucléaire avec l'Iran. Le 4 novembre 2018, Louis Farrakhan, le chef du groupe religieux Nation of Islam, a mené un chant « Mort à l'Amérique » lors d'un voyage de solidarité en Iran, avant les sanctions qui devraient être imposées par l'administration Trump,.
De nombreux manifestants anti-iraniens, tant en Iran qu'à l'étranger, ont utilisé des phrases similaires pour manifester contre le gouvernement théocratique. Des slogans tels que « Mort à Khamenei » et « Mort à la République islamique » ont été scandés à ces occasions. Les manifestants ont également refusé de piétiner les drapeaux géants américains et israéliens qui avaient été peints sur le sol des universités, ce qui a été salué par le président Donald Trump. Lors des funérailles de Qasem Soleimani, le chant « Mort à l'Amérique » a pu être entendu par de nombreuses personnes en deuil à Bagdad, Islamabad, Karachi et de nombreuses autres villes,,.

## Utilisation au Moyen-Orient

Le slogan sur le drapeau des Houthis au Yémen se lit comme suit : « Allah est le plus grand. Mort à l'Amérique. Mort à Israël. Que les Juifs soient maudits. Victoire à l'islam. »

Les partisans du Hezbollah, le groupe militant chiite basé au Liban et étroitement lié à l'Iran, scandent régulièrement « Mort à l'Amérique » lors de manifestations de rue. Une semaine avant l'invasion américaine de l'Irak le 20 mars 2003, le secrétaire général du Hezbollah, Hassan Nasrallah, a déclaré : « Dans le passé, lorsque les Marines étaient à Beyrouth, nous avons crié : “Mort à l'Amérique !” Aujourd'hui, alors que la région est remplie de centaines de milliers de soldats américains, “Mort à l'Amérique !” était, est et restera notre slogan. » 
Le slogan des Houthis, un groupe rebelle chiite au Yémen également soutenu par l'Iran, est « Dieu est grand, mort à l'Amérique, mort à Israël, Que les Juifs soient maudits, victoire à l'islam ».
La devise de la Résistance populaire dans la région de l'est, un groupe loyaliste syrien, est  « Mort à l'Amérique, Chute de l'Amérique et d'Israël ».

## Interprétation et signification
Mohammad Nahavandian, chef de cabinet de l'(ancien) président iranien Hassan Rohani a déclaré que :

« Si vous allez demander à quiconque utilise ce slogan [...] ce contre quoi il s'oppose, c'est l'ingérence dans la politique de l'Iran en renversant un premier ministre élu au niveau national à l'époque de Mossadegh. Pour eux, ce contre quoi ils s'opposent, c'est le genre de gouvernement qui tire sur un avion rempli de passagers innocents. Pour eux, ce n'est pas le peuple américain, en soi. Pour eux, ils sont opposés à ce genre de politique, ce genre d'attitude, ce genre d'arrogance. Ce n'est pas une nation. C'est un mode de comportement." »

« En ce qui concerne les mots “Mort à l'Amérique”, nous entendons la politique américaine, pas le peuple américain », déclare Hussein al Hamran, responsable des relations extérieures d'Ansar Allah (Houthis). Ali al-Bukhayti, ancien porte-parole et visage médiatique officiel des Houthis, a déclaré : « Nous ne voulons vraiment la mort de personne. Le slogan est simplement contre l'ingérence de ces gouvernements [c'est-à-dire États-Unis et Israël] ».
Le président iranien Hassan Rohani a également rejeté l'interprétation littérale du slogan, déclarant que le slogan est d'exprimer l'opposition aux politiques intrusives américaines plutôt que la haine contre le peuple américain.
Le 8 février 2019, Ali Khamenei a déclaré : « La mort de l'Amérique signifie la mort de Trump, Bolton et Pompeo. Nous critiquons les politiciens américains qui gèrent ce pays. La nation iranienne n'est pas contre le peuple américain. »
L'écrivain de voyage Rick Steves a enregistré un chauffeur de taxi à Téhéran s'exclamant « Mort au trafic ! » en anglais, expliquant que « quand quelque chose nous frustre et que nous n'avons aucun contrôle dessus, c'est ce que nous disons ». Steves compare l'expression à l'utilisation non littérale du mot damn en anglais américain.